# Monte Darwin (Chile)
El monte Darwin es la segunda cumbre más alta de la isla Grande de Tierra del Fuego, con una altitud de 2438 m s. n. m. Forma parte de un brazo meridional de la cordillera de los Andes, la Cordillera Darwin, justo al norte del canal Beagle. Está formada por esquistos cristalinos, y su ladera sur está cubierta de un pequeño campo de hielo. Se ubica en el sector chileno de la isla Grande.

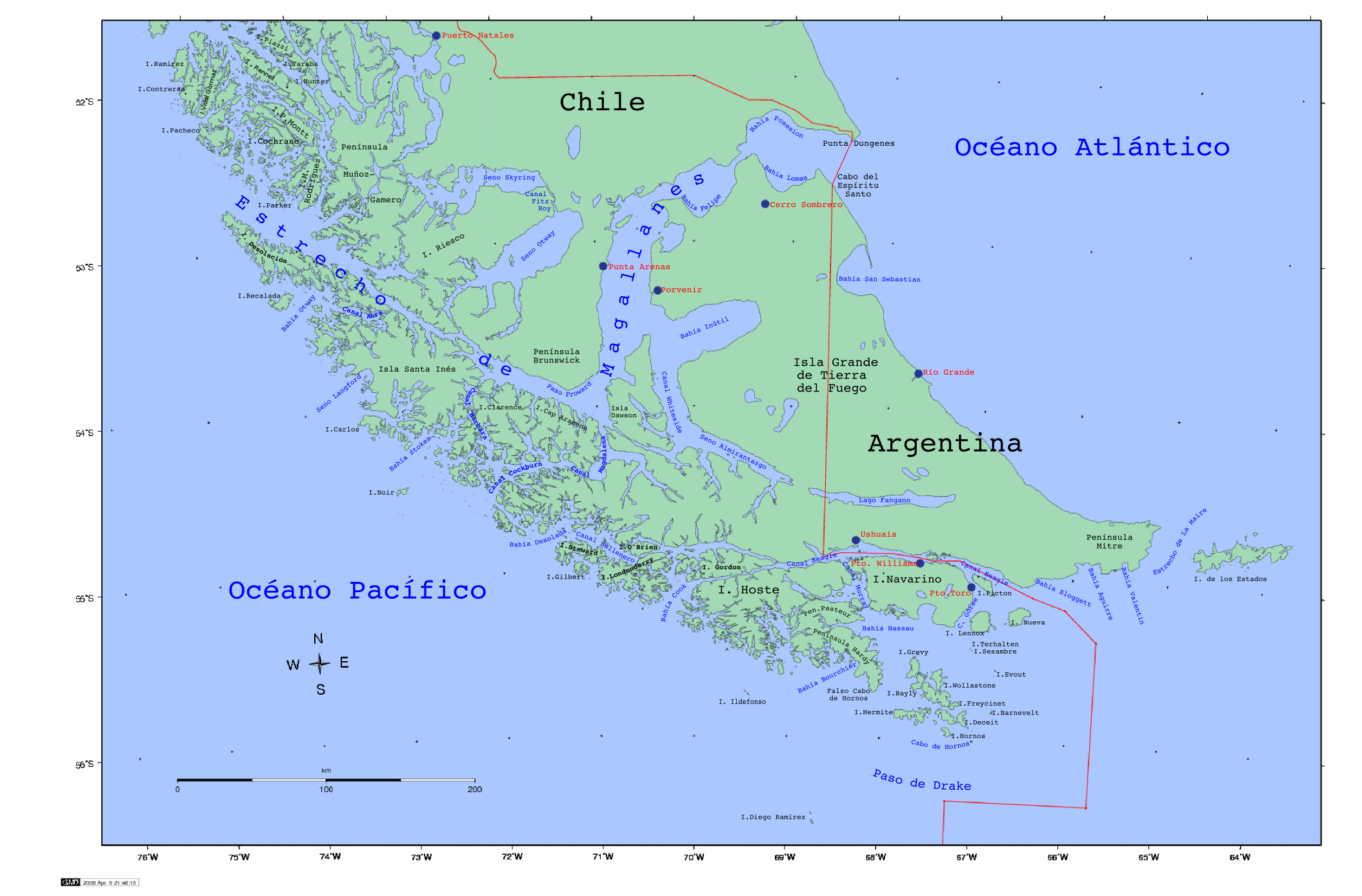

Es más fácil de ascender en los meses de verano.  
Se le bautizó con ese nombre durante el segundo viaje del HMS Beagle por su capitán Robert FitzRoy, para celebrar el vigésimo quinto cumpleaños de Charles Darwin, el 12 de febrero de 1834.